# Wilstedter Apfel
Der ‘Wilstedter Apfel’ ist eine Wirtschafts- und Tafelsorte des Kulturapfels. Entstehungsort ist das Dorf Wilstedt im Kreis Stormarn (Schleswig-Holstein). Er soll 1928 von dem Apfelbauern Johann Neels gezüchtet worden sein.

## Eigenschaften
Die mittelgroßen bis großen Früchte haben eine kantige Form und sind oft etwas schief. Die Schale ist rau und nicht fettig, ihre Grundfarbe ist grün, im reifen Zustand gelblich-grün, auf der Sonnenseite oder rundherum rot überwaschen. Das „Fruchtfleisch“ ist weiß. Der Geschmack wird als saftig und aromatisch beschrieben.
Der Wilstedter ist ein Winterapfel, die Erntereife ist Ende Oktober, die Genussreife reicht von Februar bis Mai. Die Lagerfähigkeit ist bei nicht zu trockener Lagerung sehr gut.
Die Sorte gilt als anspruchslos und frosthart. Der Ertrag ist hoch und regelmäßig, alte Bäume tragen besonders viele Früchte.